# Hippocrepinoidea
Hippocrepinoidea es una superfamilia de foraminíferos tradicionalmente incluido en el suborden Hippocrepinina y del orden Astrorhizida. Su rango cronoestratigráfico abarca desde el Caradociense (Ordovícico superior) hasta la Actualidad.

## Discusión
Clasificaciones previas incluían Hippocrepinoidea en el suborden Textulariina del orden Textulariida.

## Clasificación
Hippocrepinoidea incluye a las siguientes familias:
- Familia Ammovolummidae
- Familia Botellinidae
- Familia Hippocrepinidae
- Familia Hyperamminidae
- Familia Jugimuramminidae

Otras familias asignadas a Hippocrepinoidea y actualmente clasificadas en otras superfamilias son:
- Familia Notodendrodidae, ahora en la superfamilia Astrorhizoidea
- Familia Hyperamminoididae, ahora considerada un taxón inválido